# Brien Cokayne (1er baron Cullen d'Ashbourne)
Brien Ibrican Cokayne, 1er baron Cullen d'Ashbourne (12 juillet 1864-3 novembre 1932) est un homme d'affaires et banquier britannique.

## Biographie
Cokayne est le quatrième fils de George Edward Cokayne (à l'origine George Adams), auteur de The Complete Peerage, le fils de William Adams et de sa deuxième épouse Mary Anne, petite-fille de Charles Cokayne, 5e vicomte Cullen. Sa mère est Mary Dorothea, fille de George Henry Gibbs et sœur de Hucks Gibbs (1er baron Aldenham). Il fait ses études à la Charterhouse School.
Cokayne est un associé du cabinet Anthony Gibbs and Sons, marchands et banquiers, et est également sous-gouverneur de 1915 à 1918 et gouverneur de 1918 à 1920 de la Banque d'Angleterre. Nommé Chevalier Commandeur de l'Ordre de l'Empire britannique en 1917, en 1920, il est élevé à la pairie comme baron Cullen d'Ashbourne, de Roehampton dans le comté de Surrey, une renaissance du titre Cullen détenu par ses ancêtres paternels. Il est également nommé Grand Cordon de l'Ordre du Trésor sacré par le Japon.
Lord Cullen d'Ashbourne épouse Grace Margaret, fille de John Marsham, en 1904. Ils ont trois fils et trois filles. Il meurt en novembre 1932, âgé de 68 ans, et est remplacé dans la baronnie par son fils aîné Charles.